# Ashbourne (ort i Australien)
Ashbourne är en ort i Australien. Den ligger i kommunen Alexandrina och delstaten South Australia, omkring 43 kilometer söder om delstatshuvudstaden Adelaide. Antalet invånare är 309.
Närmaste större samhälle är Strathalbyn, omkring 12 kilometer öster om Ashbourne.
Trakten runt Ashbourne består till största delen av jordbruksmark. Runt Ashbourne är det mycket glesbefolkat, med 6 invånare per kvadratkilometer. Genomsnittlig årsnederbörd är 729 millimeter. Den regnigaste månaden är juni, med i genomsnitt 133 mm nederbörd, och den torraste är december, med 21 mm nederbörd.